# Арка бесконечности
Арка бесконечности (англ. Arc of Infinity) — первая серия двадцатого сезона британского научно-фантастического телесериала «Доктор Кто», состоящая из четырёх эпизодов, которые были показаны в период с 3 по 12 января 1983 года.

## Сюжет
На Галлифрее предатель крадет биоданные другого повелителя времени и убивает техника, поймавшего его на месте преступления. Он выдает эти данные существу по имени Ренегат, состоящему из антиматерии, который использует их для вторжения в ТАРДИС и расстраивания метаболизма Доктора, но тому помогает восстановиться Нисса. Ренегата защищает Арка бесконечности, странное искривление между измерениями, сдерживающее антиматерию. Доктор решает отправиться на Галлифрей, чтобы отследить сдавшего его биоданные, понимая, что пока это существо пытается пересечь границы вселенной - есть риск полного уничтожения в результате цепной реакции.
Высший совет повелителей времени принимает угрозу антиматерии серьезно и вызывает ТАРДИС Доктора. Охрана канцлера под руководством командора Максила захватывает Доктора и Ниссу и отводит к высшему совету.
В высшем совете новый лорд-президент, Боруса, нейтрален к Доктору, канцлер Талия и кардинал Зорак враждебны, и лишь советник Хедин рад видеть его. Постановлением совета Ренегат признается угрозой вселенной и нет другого выхода, кроме уничтожения Доктора, чтобы тот не привлекал врага. Но Доктор уверен, что кто-то из совета украл его биоданные, что подтверждается его старым другом Дэймоном, техником из архивов. Вскоре, несмотря на протесты Ниссы, Доктора ведут на казнь и выносят приговор.
Но предполагаемая смерть Доктора не решает ситуации, его разум попадает в Матрицу, а тело прячут за силовым полем в кабинке для уничтожения. В таком состоянии с ним связывается Ренегат. О прерванной казни Ниссе и Дэймону сообщает Кастелян.
Тем временем в Амстердаме бывшая компаньонка Доктора Тиган Джованка прибывает на поиски ее кузена Колина Фрейзера. Ее встречает его друг Робин Стюарт, который объясняет, что Колин исчез, когда они ночевали в гробнице поместья Фрэнкендейл. Полиция не заинтересована в поисках, и они решают начать расследование сами. Колина находят под гипнозом, работающим на птицеобразное вооруженное существо. Их оглушают и сканируют их память, узнавая, что Тиган знает Доктора. Ее используют как наживку, чтобы заставить Доктора подчиняться, а также отпуская Колина в качестве награды. Доктор возвращается в нормальное состояние на Галлифрее и узнает, что именно советник Хедин был предателем, работающим на Омегу, первого повелителя времени (см. «Три Доктора»). Тот желает освободить Омегу из вселенной антиматерии, не понимая, что за все время заключения тот уже сошел с ума. Кастелян убивает Хедина, но это не останавливает Омегу от использования Арки для получения контроля над Матрицей.
К счастью Доктор и Нисса сбегают на ТАРДИС. По указаниям Тиган они находят базу Омеги в Амстердаме на Земле и находят гробницу поместья Фрэнкендейл. Они побеждают птицеобразного Эргона, охраняющего вход, но видят, что с помощью биоданных Омега создал себе тело по подобию Доктора.
Но тело Омеги нестабильно и начинает распадаться. Доктор стреляет из конвертера антиматерии Эргона в Омегу и тот пропадает обратно во вселенную антиматерии. Совет Галлифрея признает окончание угрозы, а Тиган, навестив кузена в больнице, присоединяется к команде ТАРДИС, на сей раз по своей воле.

## Трансляции и отзывы
| Эпизод            | Дата показа    | Продолжительность | Телезрители (в миллионах) |
| ----------------- | -------------- | ----------------- | ------------------------- |
| «Часть 1»         | 3 января 1983  | 24:37             | 7,2                       |
| «Часть 2»         | 5 января 1983  | 23:42             | 7,3                       |
| «Часть 3»         | 11 января 1983 | 24:37             | 6,9                       |
| «Часть 4»         | 12 января 1983 | 24:28             | 7,2                       |
| [ 1 ] [ 2 ] [ 3 ] |                |                   |                           |

## Интересные факты
- Роль Максила исполнил Колин Бейкер, позже сыгравший Шестого Доктора.
- Эта серия - вторая после «Города смерти», снимавшаяся не в Великобритании.
- В этом сезоне Доктор в каждой серии встречается со старыми врагами. Здесь он сражается против Омеги, ранее встречавшимся уже с тремя реинкарнациями («Три Доктора»).